# Huskvarna Gymnastikförening
Huskvarna Gymnastikförening eller Huskvarna GF (även HGF) är en gymnastikförening i Huskvarna. På programmet står bland annat barngymnastik och truppgymnastik på tävlingsnivå. Föreningen bildades 1941 på initiativ av gymnastikdirektören Karin ”Caj” Delden. Medlemsantalet är i januari 2013 cirka 220.
Kända medlemmar: Vanja Blomberg (Webjörn), en av de 8 flickor som tog guld i Helsingfors-OS 1952 i den nya grenen Gruppgymnastik med handredskap, Karin "Caj" Delden, ledare för denna grupp liksom för ett flertal övriga gymnastikgrupper i VM och OS-sammanhang, Gunnel Ljungström (Petersson), deltagare i grupp som tog VM-guld 1950 samt Ulla Lindström, OS-deltagare 1960 och 1964